# Тан И
Тан И (кит. упр. 唐奕, пиньинь Táng Yì, род.8 января 1993) — китайская спортсменка, призёрка Олимпийских игр по плаванию.

## Биография
Тан И родилась в 1993 году в Шанхае. В 1999 году поступила в спортшколу района Чаннин. В 2005 году вошла в шанхайскую сборную по плаванию. С 2006 года — в национальной сборной.
В 2006 году Тан И завоевала золотую медаль Азиатских игр. В 2010 году она получила 6 золотых медалей Юношеских Олимпийских игр, а также 3 золотых и 2 серебряных медали Азиатских игр, и 2 золотых и 1 бронзовую медали чемпионата мира по плаванию на короткой воде. В 2011 году Тан И завоевала серебряную и бронзовую медали чемпионата мира по водным видам спорта, а в 2012 году — бронзовую медаль Олимпийских игр.